# Legado de una Tragedia
Legado de una Tragedia es una pentalogía ópera rock inspirada en la vida y obra del escritor Edgar Allan Poe en sus 3 primeras partes; la cuarta parte estuvo basada en la Orden del Temple, su quinta entrega, Britania, versa sobre la conquista de las islas británicas a cargo de las legiones romanas y su sexto disco trata sobre el pintor Francisco de Goya y sus Pinturas Negras. El primer disco fue creado, compuesto y producido por Joaquín Padilla y Jacobo García y publicado en 2008, mientras que los otros cinco únicamente por Joaquín Padilla publicados en 2014, 2016, 2019, 2021 y 2023 respectivamente.

## Información

### 2008: Legado de una Tragedia
Concebida como una trilogía, la primera parte fue editada en 2008 después de cuatro largos años de duro trabajo y narraba una fábula en la que en mitad de la noche un gato negro confiaba su secreto a un enterrador en un cementerio de Baltimore: el animal albergaba el espíritu errante de Edgar Allan Poe. El escritor norteamericano había hecho un pacto con el diablo en el que se le dotaba de la genialidad y la gloria a cambio del tormento eterno.
A partir de ahí comienza un repaso amplio de su atormentada vida y de algunas de sus obras: la muerte de sus padres cuando era un niño, la tensa relación con su tío John Allan, de quien tomaría su apellido y que sería su mentor en su juventud a pesar de estar en contra de su obsesión por escribir, su paso por el ejército, su trágico amor con su prima Virginia, que fallecería de tuberculosis a temprana edad, su visión de la religión, su muerte... También se hace referencia en el disco a las obras literarias de Poe como, por ejemplo, El Cuervo o El pozo y el péndulo.
En la primera parte de la saga participaron más de 50 músicos de las bandas más importantes de rock español: Mägo de Oz, WarCry, Saratoga, Stravaganzza, Dark Moor, Lujuria, Barón Rojo, Obús, entre otros. El papel protagonista de Poe fue interpretado por Leo Jiménez. La obra además tiene la peculiaridad de haber supuesto el retorno a la escena de Tony Solo, cantante de Sangre Azul, que llevaba quince años apartado de la música, y de haber sido el disco donde Fernando García, cantante de Victory, canta por primera vez en castellano, además de reunir a un elenco de músicos increíble.
Las letras están dotadas de cierto rigor debido a que todos los datos que contienen fueron aprobados por The Edgar Allan Poe Society of Baltimore, que facilitaron gran cantidad de material para documentar la ópera rock. Pero a pesar de que las letras mencionan hechos reales, la obra tiene un propósito de ficción y muchos aspectos fueron adaptados libremente, siendo la reencarnación de Poe la invención más obvia.

### 2014: Legado de una Tragedia II
Cuatro años más tarde, Joaquín Padilla retoma el proyecto para continuar con la saga. La historia narrada en la segunda parte de Legado de una Tragedia continúa  donde finaliza la primera, con la muerte del autor. Su espíritu errante le lleva a un dramático viaje en el que visitará los nueve círculos del Infierno como hizo Dante Alighieri en La Divina Comedia, con el fin de encontrarse con Satanás e intentar romper el pacto que le condena a vagar en el dolor el resto de la eternidad. Al igual que sucede en la Divina Comedia, Poe es guiado en su odisea por el poeta Virgilio, haciendo el mismo recorrido que hiciera Dante a través de nueve círculos, que albergan espíritus castigados encerrados en sus pecados (gula, lujuria, avaricia, ira, etc.).
En su tenebroso periplo se irá encontrando con dioses mitológicos, monstruos, la Laguna Estigia, la ciudad del mal (Dite) y, sobre todo, las condenadas almas de otros personajes históricos que hicieron un pacto similar con el diablo, cuyas vidas terrenales tuvieron paralelismos con la de Poe y que ahora sufren un perverso castigo. Así pues, se encontrará entre otros con el Marqués de Sade, Isabel Bathory, la reina asiria Semíramis o incluso con el propio Dante, hasta su encuentro final con Lucifer… Éste, tras un violento enfrentamiento, no cede ante las peticiones de Poe, y mantiene pacto de tormento. Poe abatido y desesperanzado pide su muerte como única posibilidad de alcanzar libertad y redención, hasta que aparece Sandman (Morfeo), el hijo del dios de los sueños, que le acoge bajo su manto enfrentándose al ángel exterminador Abadón (custodio de Poe) y le aleja del Infierno hacia su reino onírico, lugar donde transcurrirá la tercera y última parte de la trilogía. 
El álbum es mucho más duro y oscuro que su predecesor, con una producción más cuidada y con una mayor presencia de la orquesta sinfónica. La portada corrió a cargo del artista Felipe Machado, portadista habitual de Blind Guardian y Rhapsody of fire. El disco fue editado en diferentes formatos. La edición deluxe incluía un DVD con el making of de la obra. La acogida por parte del público y la prensa fue impresionante convirtiendo Legado de una Tragedia en un proyecto consolidado.

### 2016: Legado de una Tragedia III
El 7 de noviembre de 2016 fue publicada la última parte de la trilogía basada en Edgar Allan Poe. El viaje de Poe continúa en el mundo de los sueños, donde Lucien, Morfeo y Destino reciben al escritor. Morfeo le recuerda a Poe que ya había estado antes en su reino, pues las ideas que uso para sus historias vinieron de ahí, mientras que Destino le advierte que deberá enfrentar a sus propias creaciones y que los siete eternos lo acompañarán en la última parte de su travesía.
Durante su viaje, Poe encuentra personajes de su invención tales como el Sr. Valdemar, el Sr. Usher, Pluton, o el Demonio del campanario entre otros, los cuales le reclaman al autor que una cosa en común que tienen varios de ellos es la crueldad que les mostró en sus relatos. Finalmente Poe es liberado de su pacto con el demonio a través del amor de Virginia, su esposa fallecida tiempo atrás. 
Legado de una Tragedia III fue grabado con la colaboración de una orquesta sinfónica real, la Orquesta del Trágico Legado, dirigida por el maestro Txema Cariñena. Además contó con una nutrida coral lírica, la Coral del Trágico Legado que participaría en entregas posteriores. Fue el colofón perfecto para esta épica trilogía sin precedentes que encandiló a prensa y público por igual. La maravillosa portada fue realizada nuevamente por Felipe Machado. El álbum fue acompañado de un extenso  DVD que mostraba el making of del disco, una interesantísima película documental dirigida y realizada por Oscar  Fernández. En ella se puede ver todo el proceso creativo, los ensayos, la grabación, etc con entrevistas a varios de sus protagonistas.

### 2019: Legado de una Tragedia "IV" El Secreto de los Templarios
El 28 de febrero del 2019 se publicó la cuarta parte del ópera rock de Joaquín Padilla. En esta ocasión el autor abandona la temática sobre Edgar Allan Poe para adentrarse en el mundo de las intrigas medievales y los secretos de la Orden de los Caballeros Templarios. La trama repasa la historia de la Orden desde su nacimiento en 1119 a manos de Hugo de Payns, el descubrimiento bajo los cimientos del antiguo templo de Salomón en Jerusalén de una reliquia capaz de poner en peligro los cimientos de la propia Iglesia Católica, y que revolucionaría la visión de la religión que se tenía hasta la fecha. Pero la reliquia está incompleta. Los templarios se lanzan a la búsqueda de los restos de la misma mientras la Santa Sede intenta ganar tiempo dotándoles de todo tipo de concesiones que ayudan a su rápido crecimiento y la convierten en la orden más poderosa de Europa. Finalmente los templarios serán víctima de una conjura entre Felipe IV, rey de Francia y el Papa Clemente V, que acabará con la Orden pero no con su secreto. 
Esta vez el papel principal será interpretado por el propio Joaquín Padilla quien da vida a Jacques de Molay, último gran maestre de la orden. El álbum contó con grandes artistas internacionales como Thomas Vickstrom (Therion) quien cantaba por primera vez en castellano o Baol Bardot Bulsara (TNT), además de contar con un selecto grupo de músicos nacionales como José Andrea (Uroboros), quien debutaba en el proyecto después de ser reclamado durante años por los fans interpretando la canción “El Cruzado”, que sería el primer single del disco, y los ya habituales Tete Novoa (Saratoga), Isra Ramos (Avalanch), Miguel Franco (Saurom), Jose Broseta (Ópera Magna), Alberto Rionda (Avalanch), Jorge Berceo (Zenobia) y un largo etcétera. Por primera vez se incluyeron voces guturales femeninas, que corrieron a cargo de Diva Satánica (Nervosa, Bloodhunter) y Sara Benito (Hiranya). Además supuso la vuelta al proyecto de Tony Solo (Sangre Azul) quien ya participara en la primera entrega de la ópera.
Para la portada contó con el trabajo del artista portugués Gustavo Sazes, quien ha trabajado con bandas de la talla de Kamelot, Épica o Arch Enemy, que realizó una de las mejores portadas hasta la fecha, en la que aparece en primer plano un caballero templario ensangrentado, con las manos en posición de oración, con la catedral de Notredame. Es la portada más oscura de la saga, con una fuerte carga de simbolismo en los detalles. 

### 2020: Legado de una Tragedia "V": Britania
Britania es la quinta entrega de Legado de una Tragedia, un EP que narra la conquista de las islas británicas a cargo de las legiones romanas comandadas por le Emperador Claudio, y la feroz lucha que mantuvo con el rey celta Carataco y los druidas. Unas historia épica de muerte, ritos ancestrales, sangre y traición. En esta ocasión se trata de una obra completamente sinfónica grabada exclusivamente con una orquesta sinfónica, coral lírica y cantantes de rock. Joaquín, su autor, ha anunciado que por primera vez tendrá dos versiones, una cantada en castellano por músicos españoles como es habitual y otra en inglés interpretada por cantantes de bandas internacionales reuniendo un plantel de auténtico lujo. Está confirmada la participación de Johnny Gioeli (Hardline, Axel Rudi Pell), David Readman (Pinki Cream 69, Adagio), Thomas Vikstrom (Therion), Rosalia Sairem (Therion), Baol Bardot Bulsara (TNT), Isra Ramos (Avalanch), Tete Novoa (Saratoga), Chus Herranz (Entrelazados) y el propio Joaquín. El primer single “Britannia” se estrenó el 8 de diciembre y la salida del álbum está prevista el 29 de enero de 2021. La portada ha vuelto a correr a cargo de Gustavo Sazes (Kamelot, Epica, Arch Enemy...).
El 9 de enero de 2022 se publica el album completo, está incluyendo, además de una version en español, una version en inglés, una version instrumental y la demo para la cancion Britannia. 

### 2023: Legado de una Tragedia "VI": Aquelarre de Sombras
Aquelarre de Sombras es el sexto album de Legado de una Tragedia, esta se embarca en los delirios del artista Francisco de Goya y su extraña enfermedad que lo lleva al origen del mal donde visiones le comienzan a afectar y alterarlo forzándolo a crear cuadros de estos lugares.. Este album tuvo la participación de varias voces reconocidas en el ámbito del rock como, por ejemplo: Thomas Vikstrom (Therion), Rosalia Sairem (Therion), Isra Ramos (Avalanch), Dani Nogués (Lepoka), Migue Franco (Saurom), Opera Magna, entre otras. El single "La Procesión de las Ánimas" seria lanzado el 23 de noviembre de 2022, el 18 de enero de 2023 seria lanzado el single "Misantropía" que incluía las canciones "Misantropía" y "La procesión de las Ánimas". El 10 de marzo de 2023 se publica el album.

## Lista de canciones

### Edgar Allan Poe: Legado de una Tragedia I

#### Acto I: Crepúsculo
1. Crepúsculo (02:03)
2. Gato Negro (06:20)
3. Atormentado (06:19)
4. Preludios Nocturnos (01:27)
5. Encontrar Mi Sangre (07:06)
6. Delirios De Amor (01:55)
7. Visionario (04:38)
8. El Cuervo (04:12)
9. Mar Adentro (03:47)
10. Falsas Esperanzas (01:54)

#### Acto II: Ocaso
1. El Péndulo (01:33)
2. Reinando En Su Propio Mundo (04:07)
3. Adiós Amor (08:31)
4. No Quiero Morir (04:10)
5. Embriagado De Dolor (03:21)
6. Fe Sin Dios (04:42)
7. Alma Errante (04:47)

### Edgar Allan Poe: Legado de una Tragedia II

#### Acto I: Descenso a los Abismos
1. La Antesala del Infierno (07:10)
2. Círculo II: Los Infortunios de la Virtud (07:33)
3. Círculo III y IV: Devoradores de la Mezquindad (06:47)
4. Círculo V y VI: La Ciudad del Mal (06:42)
5. Más allá del amor... el dolor (07:34)
6. Babilonia Eterna (07:53)
7. Círculo VII: Sangriento Elixir (06:51)

#### Acto II: El Abrazo de las Sombras
1. Círculo VIII y IX: Yo te maldigo (09:27)
2. El Señor de los Sueños (06:40)
3. Las Fauces del Averno (06:51)

### Neil Gaiman: Legado de una Tragedia III

#### Acto I: En el Umbral de las Pesadillas
1. El Mundo de los Sueños (8:09)
2. La Bestia de Ojos Dentados (06:07)
3. La Maldición del Manuscrito (07:09)
4. Corazones Marcados por la Traición (6:16)
5. El Resurgir de los Dioses Caídos (4:52)
6. El Pecado de la Eternidad (6:27)
7. Las Aventuras de Arthur Gordom Pym (1:02)

#### Acto II: La Consumación
1. El Demonio de la Perversidad (6:08)
2. Epitafio del Destino (7:50)
3. El Peso del Perdón (6:16)
4. Descansa en Paz (7:23)
5. El Lamento del Hombre de Arena (1:55)

### El Secreto de los Templarios
1. Deus Vult (1:58)
2. Orden del Temple (5:12)
3. Escrito en Piedra (4:35)
4. El Cruzado (4:31)
5. París (0:52)
6. Intrigas (4:32)
7. Almas Encadenadas (2:24)
8. Rex Bellator (4:15)
9. La Conspiración (0:58)
10. Sangre Inocente (3:57)
11. Plegarias (1:55)
12. Y Judas Traicionó al Señor (4:01)
13. Notre Dâme (1:01)
14. Falsas Acusaciones (1:31)
15. Baphomet (4:30)
16. La Penitencia de la Duda (5:26)
17. Aciaga Verdad (2:36)
18. Entre un Padre y un Hijo (1:19)
19. La Maldición (4:57)
20. El Letargo del Guerrero (2:18)

### El Secreto de los Templarios (Edición Deluxe)
1. Deus Vult (Instrumental) (1:58)
2. Orden del Temple (Instrumental) (5:12)
3. Escrito en Piedra (Instrumental) (4:35)
4. El Cruzado (Instrumental) (4:31)
5. París (Instrumental) (0:52)
6. Intrigas (Instrumental) (4:32)
7. Almas Encadenadas (Instrumental) (2:24)
8. Rex Bellator (Instrumental) (4:15)
9. La Conspiración (Instrumental) (0:58)
10. Sangre Inocente (Instrumental) (3:57)
11. Plegarias (Instrumental) (1:55)
12. Y Judas Traicionó al Señor (Instrumental) (4:01)
13. Notre Dâme (Instrumental) (1:01)
14. Falsas Acusaciones (Instrumental) (1:31)
15. Baphomet (Instrumental) (4:30)
16. La Penitencia de la Duda (Instrumental) (5:26)
17. Aciaga Verdad (Instrumental) (2:36)
18. Entre un Padre y un Hijo (Instrumental) (1:19)
19. La Maldición (Instrumental) (4:57)
20. El Letargo del Guerrero (Instrumental) (2:18)
21. El Cruzado (Orchestal) (4:31)

### Britania
1. La Tierra de los Druidas (1:48)
2. Britania (7:28)
3. El Llanto de los Ancestros (3:04)
4. Ave Roma (5:09)
5. Las Cenizas de la Memoria (2:01)
6. Land of the Druids - English Version (1:48)
7. Britannia - English Version (7:28)
8. Cry of the Ancestors - English Version (3:04)
9. Ave Roma - English Version (5:09)
10. Memory Ashes - English Version (2:01)
11. La Tierra de los Druidas - Instrumental (1:48)
12. Britania - Instrumental (7:28)
13. El Llanto de los Ancestros - Instrumental (3:04)
14. Ave Roma - Instrumental (5:09)
15. Las Cenizas de la Memoria - Instrumental (2:01)
16. Britannia - Demo Version (7:25)

### Aquelarre de Sombras
1. La Quinta del Sordo (3:50)
2. Brujas y Nigromantes (9:46)
3. Desastres de la Vejez (10:34)
4. Rapsodia del Caos (15:16)
5. La Procesión de las Ánimas (5:38)
6. Misantropía (5:02)
7. Los Secretos de la Noche Inmortal (11:01)
8. La Desazón del Alma (2:06)
9. Los Hijos de Mefistófeles (5:27)
10. Hasta encontrar la luz (3:41)

### Aquelarre de Sombras (Instrumentales)
1. La Quinta del Sordo - Instrumental (3:50)
2. Brujas y Nigromantes - Instrumental (9:46)
3. Desastres de la Vejez - Instrumental (10:34)
4. Rapsodia del Caos - Instrumental (15:16)
5. La Procesión de las Ánimas - Instrumental (5:38)
6. Misantropía - Instrumental (5:02)
7. Los Secretos de la Noche Inmortal - Instrumental (11:01)
8. La Desazón del Alma - Instrumental (2:06)
9. Los Hijos de Mefistófeles - Instrumental (5:27)
10. Hasta encontrar la luz - Instrumental (3:41)

### Lovecraft
1. En la Noche de los Tiempos (2:53)
2. En las Montañas de la Locura (6:39)
3. La Llamada de Cthulhu (4:41)
4. Herbest West: Reanimador (4:06)
5. La Sombra sobre Innsmouth (4:03)
6. A Pesar de Ti (5:38)
7. El Morador de las Tinieblas (5:01)
8. El Monstruo en el Umbral (4:49)
9. El Horror de Dunwich (5:13)
10. Dagon (4:03)
11. Desde el Más Allá (6:18)

## Intérpretes

### Edgar Allan Poe: Legado de una tragedia

#### Vocalistas
- Leo Jimenez (Stravaganzza, Leo Jiménez) – Edgar Allan Poe
- Toni (Sangre Azul) – La Muerte
- Fernando García (Victory, Godiva) – Talento de Poe
- Joaquín Padilla (Iguana Tango) – Conciencia
- Patricia Tapia (Mägo de Oz, Khy) – Virginia (esposa de Poe)
- Beatriz Albert (Ebony Ark) - Tuberculosis
- J.F. Bejarano (Cuatro Gatos) – John Allan (tío de Poe)
- Lele Laina (Topo) - Dickens
- José Luis Jiménez (Topo) – Dickens
- Óscar Sancho (Lujuria) - Tabernero
- Alfred Romero (Dark Moor) - Marcel Hölle. Enterrador
- Nacho Ruiz (Santelmo) – Coronel del ejército
- Elisa C. Martín (Dreamaker) - Marie Louise Shew
- Dani Aller (Ars Amandi) – Soldado del ejército
- Michel Molinera (Stafas, Canallas) – Borracho
- Arancha (Stafas) - Prostituta
- Ignacio Prieto (Eden Lost, Reina de Corazones) – Auguste Dupin
- Jacobo García (Iguana Tango) - Padre de Poe
- Kiko Hagall (Beethoven R) - Reverendo Brandsby
- Carlos Pina (Panzer) - Charles Fenno Hoffman
- Falaise – Enterrador 2

Baterías
- Carlos Expósito (Stravaganzza)
- Javier Martín (Trees die standing)
- Kike Enríquez (Iguana Tango)

#### Bajistas
- Ángel Arias (Barón Rojo)
- Niko del Hierro (Saratoga)
- Augusto Hernández (Hamlet)
- Daniel Criado (XXL)
- Rafael Requena (Arrecife)
- Jacobo García (Iguana Tango)

#### Guitarristas
- Pablo García (WarCry)
- Jorge Salán (Mägo de Oz, Jorge Salán)
- Paco Laguna (Obús)
- Carlos (Mägo de Oz)
- Jero Ramiro (Saratoga)
- Manolo Arias (Ñu, Niágara)
- Luis Cruz (Topo)
- Mario García (Iguana Tango)
- Juanjo Melero (Sangre Azul, Universo Violento)
- Rubén Villanueva (Ebony Ark)
- Abel Franco
- Paco Moreno (Ars Amandi)

#### Teclados
- Hugo Bistolfi (Rata Blanca)
- Javi Díez (Arwen, Mägo de Oz)
- Daniel Serrano (Alta Frecuencia)
- Juan Guruceta

#### Coros
- Lara Fernández-Serrano
- Juan Guruceta
- Joaquín Padilla
- Jacobo García
- Alex López
- Rafael Requena

### Edgar Allan Poe: Legado de una tragedia II

#### Vocalistas
- Leo Jiménez (Leo Jiménez, Stravaganzza, 037, Saratoga) – Edgar Allan Poe
- Tete Novoa (Tete Novoa, Saratoga) - Virgilio
- Zeta (Mägo de Oz) - Morfeo
- Pacho Brea (Ankhara) - Caronte
- Jose Cano (Centinela) - Marqués de Sade
- Jose Broseta (Opera Magna, Systemia) - Dante
- Alfred Romero (Darkmoor) - Minos
- Ronnie Romero (Lords of Black, Voces del rock) - Cerbero
- Manuel Rodriguez (Sphinx) - Lucifer
- Pau Monteagudo (Uzzhuaïa) - Abaddon
- Israel Ramos (Amadeüs, Alquimia) - Fligias
- Nacho Ruiz (Santelmo) - Eurynomus
- Ignacio Prieto (Eden Lost, Atlas) - Barón Ferenc
- Manuel Escudero (ex-Medina Azahara, Santelmo, Sacramento) - Pluto
- Beatriz Albert (Ebony Ark) - Elizabeth Bathory
- Tanke Ruiz (Fiebre) - Matthew
- David Requejado (Perfect Smile) - Mensajero del cielo
- Chus Herranz (We Will Rock You) - Semíramis
- Joaquín Padilla (Iguana Tango) - Menones

#### Baterías
- Carlos Expósito. (Stravaganzza, 037, Leo Jiménez, Jorge Salán)
- Andy C. (Lords of Black, ex-Saratoga)
- Carlos Mirat (Obus)

#### Bajistas
- Patricio Babasasa (Stravaganzza)
- José Hurtado (Coilbox)
- Diego Miranda (El gran bonobo)
- Ricardo Esteban (Whiskey viejo)

#### Guitarristas
- Paco Ventura (Medina Azahara)
- Pablo García (Warcry)
- Antonio Pino (Leo Jimenez, Ankhara...)
- Jero Ramiro (Santelmo, Saratoga)
- Enrik García (Darkmoor)
- Joxemi (SKA-P)
- Javier Nula (Opera Magna)
- Juanjo Melero (Sangre Azul)
- Manolo Arias (Niagara, Atlas)
- Luis Cruz (Topo)
- Alfonso Samos (Panzer)
- Abel Franco (Tony Solo)
- Oliver Martín (Whistlino)
- Adrián Phoenix (Sacramento)

#### Teclados
- Javi Diez (Mägo de Oz)
- Manuel Ramil (Sauze, Warcry)
- Manuel Ibañez (Medina Azahara)
- Andy C. (Lords of Black, ex-Saratoga)

#### Violinistas
- Judith Mateo
- Manuel Villuendas

### El Secreto de los Templarios

#### Vocalistas
- Tete Novoa (Saratoga) - Godofredo de Charnay
- José Andrëa (Kabrones) - El Cruzado
- Thomas Vikström (Therion) - Esquieu de Floyran
- Miguel Franco (Saurom) - Balduino I
- Jose Vicente Broseta (Opera Magna, Systemia) - Felipe IV "El Hermoso"
- Diva Satánica (BLOODHUNTER, How We End) - Baphomet
- Israel Ramos (Amadeüs) - Hugo de Payens
- Tony Solo - Papa Clemente V
- Ignacio Prieto - Roberto de Craón
- Alfred Romero (Dark Moor) - Papa Inocencio II
- Manuel Escudero (Pulsa Denura) - Guillermo Imberto
- Baol Bardot - Nogaret
- Charly Lopez (Bon Vivant) - Papa Bonifacio
- Chus Herranz - Amina
- Fran Vázquez - Bernardo de Saissant
- David Arredondo (Taken) - Sciarra Colonna
- Sara Benito (Hiranya) - Baphomet
- Nancy Catalina - Baphomet
- Jorge Berceo (Zenobia) - Rigaud Bonomel
- David Ortiz - Berenguer de Frédol
- Andrea Padilla - Hijo de Jacques de Molay
- Victoria Zazo
- Estrella Barrio
- Javier Lucia
- José Robledano
- Irene Amado
- Azucena Del Castillo
- Sara Rapado
- Rucadén Dávila

#### Baterías
- Carlos Expósito (Leo Jiménez, Stravaganzza)

#### Bajistas
- José Pineda (Snakeyes)
- Ricardo Esteban

#### Guitarristas
- Manuel Seoane (Delalma)
- Manolo Arias (Ñu)
- Abel Franco
- Alberto Rionda (Avalanch)
- Paco Ventura (Medina Azahara)
- Javier Nula (Opera Magna)
- José Rubio
- Pablo García (Warcry)
- Miguel Ángel Leal

### Britania

#### Vocalistas
- Johnny Gioeli (Axel Rudi Pell) - Emperor Claudis
- David Readman - King Caratucus
- Thomas Vikström (Therion)
- Rosalía Sairem (Therion)
- Baol Bardot Bulsara - Druida Dagda
- Israel Ramos (Amadeüs) - Emperador Claudio
- Tete Novoa (Saratoga) - Rey Prasutago
- Chus Herranz

#### Teclistas
- Manuel Ramil (Avalanch, Adventus)

### Aquelarre de Sombras

#### Vocalistas
- Jose Vicente Broseta (Opera Magna)
- Diva Satanica (BLOODHUNTER)
- Hynphernia (Death & Legacy)
- Rosalía Sairem (Therion)
- Javier "Axl" Gianfrancesco
- Jorge Berceo (Zenobia)
- Miguel Franco
- Thomas Vikström (Therion)
- Israel Ramos (Amadeüs)
- Víctor García (Warcry)
- Tete Novoa (Saratoga)
- Leo Jiménez
- Alfonso Arróniz (Sylvania)
- Alírio Netto
- Dani Nogués (Lèpoka)
- Kike Fuentes (Nocturnia)
- Andrés Martínez (Headon)
- Baol Bardot Bulsara
- Diego Valdez (Aortha)
- Javier Cardoso (Drago)
- Marc Storm (Icestorm)
- Lizkiller Q (Erzsébet)
- Clau Violette (Astray Valley)
- Carmen Gavilán
- Irene Amado
- Paula C.
- Celia Valdes
- Ainhoa Ballesteros
- Rucadén Dávila
- David Ortiz
- Javier Lucia
- Javier Gianno
- JuanK Arrebola
- Luciano Caprioli

#### Baterías
- Carlos Expósito (Leo Jiménez, Stravagannza)

#### Bajistas
- José Pineda (Snakeyes)

#### Teclistas
- Víctor Mateos
- Manuel Ibáñez
- Manuel Ramil (Avalanch, Adventus)

#### Guitarristas
- Jose Rojo
- Iván Magdalena (Noctem)
- Alberto Rionda (Avalanch)
- Jorge Escobedo (Sôber)
- Pablo García (Warcry)
- Dani Arcos (BLOODHUNTER, Adventus)
- Robert Rodrigo
- Fran Soler (Adamantia)
- Miguel Ángel Leal
- F. Javier Nula (Opera Magna)

#### Otros
- Salvatore Arruti - Flauta
- Kike Arreola - Violin